# Solaris Urbino 9
Solaris Urbino 9 – niskopodłogowy autobus z serii Solaris Urbino, przeznaczony dla komunikacji miejskiej, produkowany przez polską firmę Neoplan Polska, a następnie Solaris Bus & Coach Sp. z o.o. z Bolechowa koło Poznania. Solaris Urbino 9 jest najmniejszym pojazdem rodziny Solaris Urbino.

## Historia

### Neoplan Polska

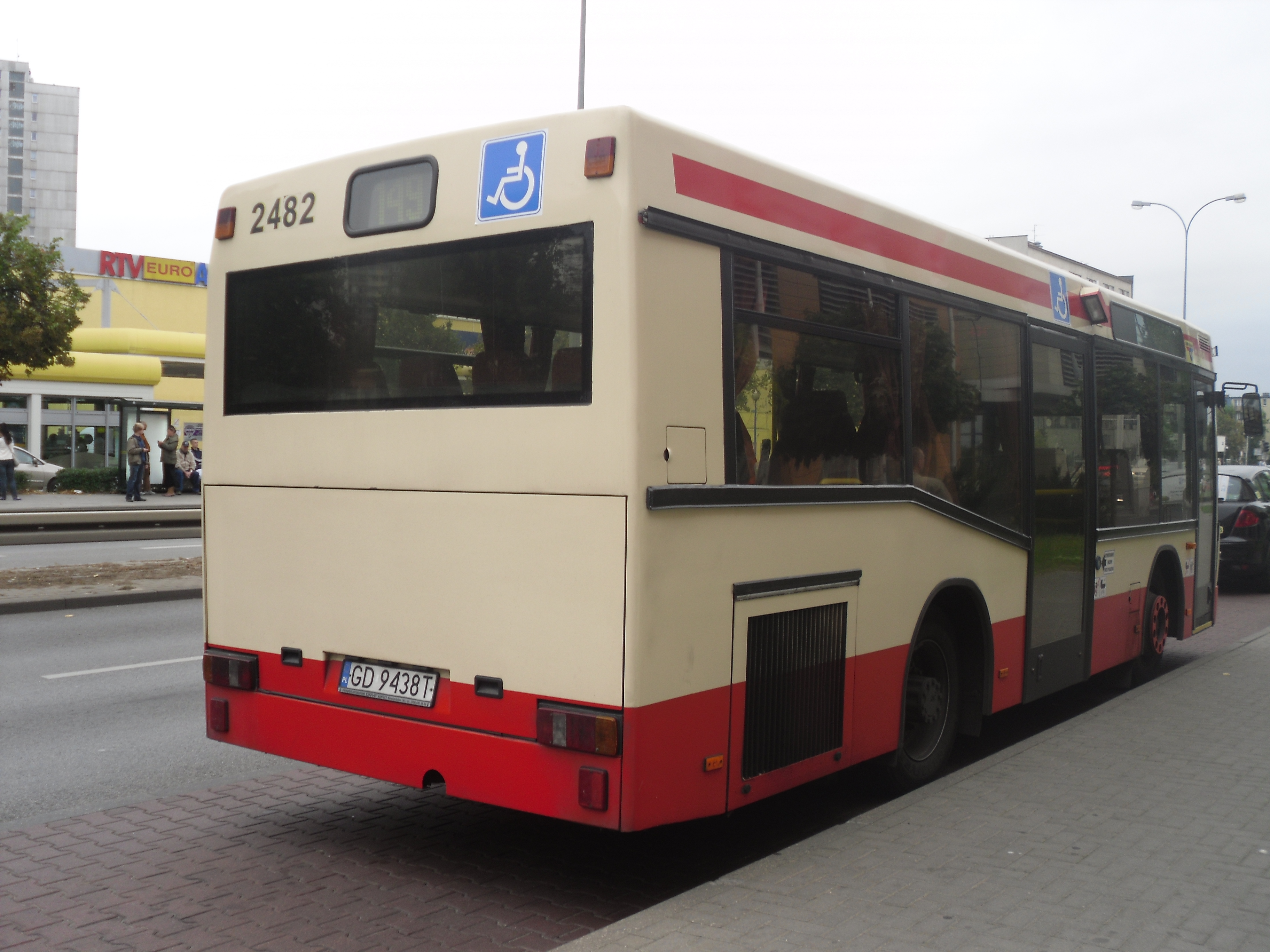
Neoplan N4009

2 sierpnia 1994 powstało przedstawicielstwo handlowe Neoplana na Polskę – Neoplan Polska. 5 września tego samego roku Warszawa zamówiła pierwsze niskopodłogowe Neoplany N4020 (15-metrowe). 5 października 1995, dzień po podpisaniu kontraktu na dostawę autobusów do Poznania, została podjęta decyzja o budowie w podpoznańskim Bolechowie fabryki autobusów.
W latach 1996–2000 Neoplan Polska montował autobusy Neoplan serii 4000. W 1999 firma jeszcze jako Neoplan Polska rozpoczęła niezależnie produkować autobusy pod marką Solaris, jednakże w ofercie nie było jeszcze krótkiego autobusu 9- lub 10-metrowego. W zamian za to powstał model przejściowy Neoplan K4010TD, niskowejściowy dwudrzwiowy midibus o długości 9,5 metra. Powstały jednak tylko 3 sztuki tego modelu, wszystkie sprzedane zostały Świdnicy. Solaris Urbino 9 zastąpił trzy najkrótsze Neoplany serii N4000: N4007, N4009 i N4010.
W 2001 Neoplan został przejęty przez MAN-a, jednakże Neoplan Polska został odrębną spółką Solaris Bus & Coach, która zachowała tradycję i majątek – w tym modele autobusów – polskiego oddziału Neoplana.

### Solaris Urbino 9
W 2000 Neoplan Polska uzupełnił swoją rodzinę Solarisów Urbino o midibus. Wyprodukowano w sumie 21 autobusów 9-metrowych, wszystkie zostały sprzedane do małych polskich miast. Największa partia tych pojazdów została zakupiona przez Ostrołękę, gdzie stanowi podstawę taboru miejscowego MZK.
Ze względu na brak trzecich drzwi model ten nie był zbyt przydatny w komunikacji miejskiej. Kolejną przyczyną niepowodzenia modelu była zbyt wysoka cena w porównaniu do innych pojazdów tej wielkości. Z tego powodu wydłużono konstrukcję o metr i dodano tylne drzwi. Nowy pojazd, który znalazł się w ofercie w 2003, otrzymał nazwę Solaris Urbino 10.
W 2006 Solaris wypuścił na rynek autobus Solaris Alpino, który jest o 75 cm krótszy i 15 cm węższy niż Urbino 9. Z powodu zwężenia pudła Alpino ma zupełnie inny układ siedzeń.

### Solaris Urbino 9 LE Electric

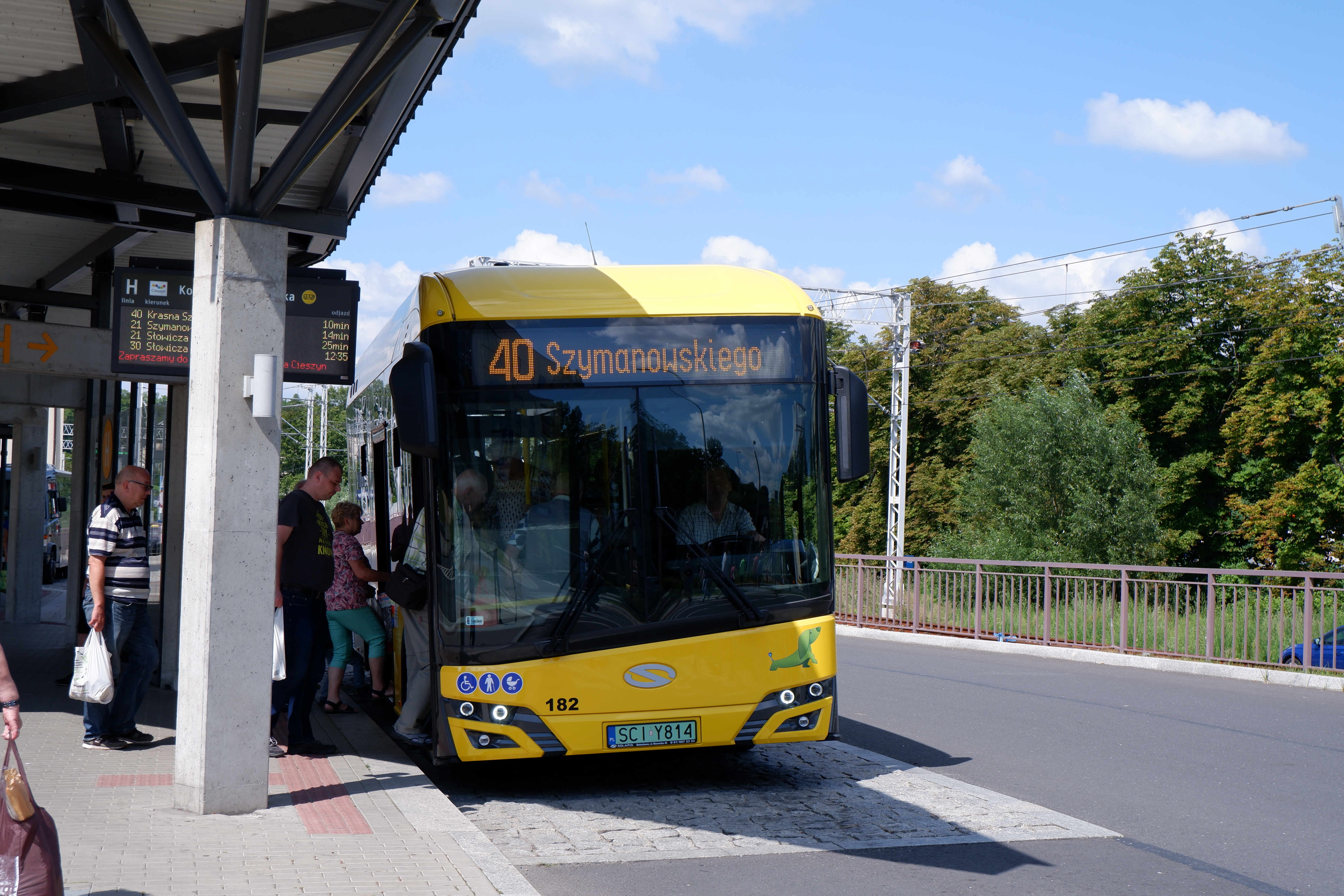
Solaris Urbino 9 LE Electric w Cieszynie

Oznaczenie "Urbino 9" zostało przywrócone przez Solarisa we wrześniu 2021 roku dla niskowejściowego elektrycznego autobusu miejskiego Solaris Urbino 9 LE electric, który jest następcą modelu Urbino 8,9 LE electric.

## Konstrukcja
Solaris Urbino 9 należy do rodziny autobusów Urbino, których podstawową różnicą jest długość całkowita nadwozia. W ofercie producenta znajdują się dodatkowo modele: 10 (następca Solarisa Urbino 9), 12, 15 i 18. Wszystkie oprócz 18 są niskopodłogowymi autobusami jednoczłonowymi. Numer modelu określa jego przybliżoną długość całkowitą w metrach.
W rodzinie Urbino znajdują się także skonstruowane na podstawie autobusów (12- i 18-metrowych) trolejbusy. Ponadto autobusy wyposażone w silniki gazowe mają do nazwy dodany skrót CNG, natomiast hybrydowe – Hybrid.

### Układ napędowy
Solaris Urbino 9 został wyposażony w silnik wysokoprężny MAN D0826 LOH 17 o mocy 162 kW (220 KM) mieszczony w zabudowie wieżowej w tylnej części pojazdu. Do przeniesienia napędu użyto 4-biegowej automatycznej skrzyni biegów VOITH D 854.3E. Zbiornik paliwa mieści 140 litrów oleju napędowego.

### Wnętrze
W autobusie znajduje się 21 miejsc siedzących oraz 58 stojących. Wnętrze zostało przystosowane do potrzeb osób niepełnosprawnych poruszających się na wózkach inwalidzkich. Opcjonalnie pojazd mógł zostać wyposażony w klimatyzację.

### Podwozie i układ jezdny
Urbino 9 to autobus dwuosiowy, pierwsza z nich to oś skrętna ZF RL 85 A, druga zaś – oś napędowa ZF A-132. Promień zawracania wynosi 19,9 metra. Autobus w standardzie jest wyposażony w systemy ABS i ASR.